# WikiWoods
Mit der Gründung der Umweltinitiative WikiWoods im Jahr 2007 in Berlin wurde die Internetplattform WikiWoods.org online gestellt, mit dem Ziel, über das Internet weltweite Baumpflanzungen zu organisieren, die von Freiwilligen lokal umgesetzt werden. Seitdem hat WikiWoods mit rund 3400 Freiwilligen mehr als 173.000 Bäume gepflanzt (Stand Juli 2021). WikiWoods ist Unterstützer der Klima-Allianz Deutschland und Mitbegründer des Bündnisses „Obstbäume statt CO2-Endlager“. Wikiwoods ist eine rein ehrenamtliche Initiative. Sie wird unterstützt vom Trägerverein Active Commons e.V., welcher Mittel für Pflanzprojekte und den Betrieb der Internetplattform bereitstellt.

## Organisation
Auf der offen gestalteten Plattform der Initiative können sich freiwillige Mitpflanzer, Experten und Geldgeber vernetzen. Im Sinne freier Inhalte wird Erfahrungswissen aus bereits durchgeführten Baumpflanzungen zur öffentlichen Nutzung und Mitgestaltung bereitgestellt. Mitpflanzer registrieren sich unter Angabe ihrer Postleitzahl und können sich so in regionalen Projektgruppen organisieren. Die Besonderheit von WikiWoods besteht darin, dass Freiwillige über das Internet zusammengeführt werden, um dann Offline z. B. durch Baumpflanzaktionen aktiv zu werden.
Neben dem langfristigen Ziel des Klimaschutzes versteht sich WikiWoods auch als Angebot zur Umweltbildung. Bei den Pflanzungen, die in der Regel einen Tag oder über ein Wochenende stattfinden, erfahren die Beteiligten neben der praktischen Pflanzanleitung auch Hintergrundwissen zu ihrem Wald.
Um den nachhaltigen Schutz der gepflanzten Bäume zu sichern, arbeitet Wikiwoods bei den Pflanzungen mit Partnern zusammen, welche die Flächen bereitstellen und die Nachbetreuung des neuen Baumbestandes sichern. Bisherige Partnerorganisationen waren beispielsweise der WWF, der Bund für Umwelt und Naturschutz Deutschland, die NABU-Stiftung Nationales Naturerbe sowie der Nationalpark Unteres Odertal. Im Jahr 2011 wurden einige Projekten von WikiWoods durch das Programm Jugend in Aktion der Europäischen Union finanziert.

## Projektbeispiele von WikiWoods

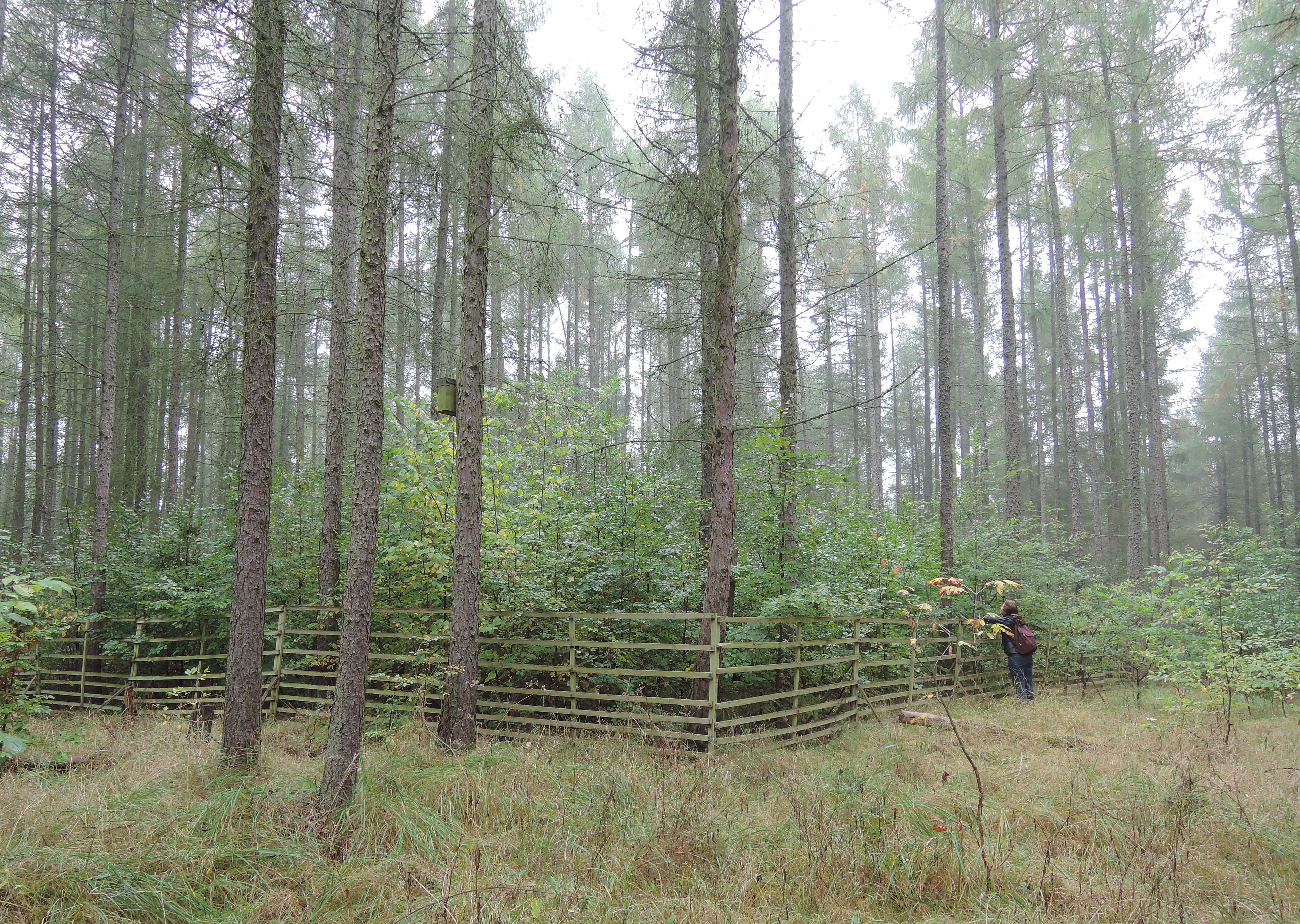
WikiWoods Bepflanzung ab November 2009 im Naturschutzgebiet Biesenthaler Becken

Bisher haben unter anderem Aktionen in Berlin, Brandenburg, Göttingen, Saarland und Mecklenburg-Vorpommern stattgefunden. Ebenso gab es eine Aktion in Hîrbovăţ, Republik Moldau, wo insgesamt 11 Walnussbäume gepflanzt wurden. Am Samstag, den 14. April 2012 wurden 1.300 Propagule von Mangroven auf der Insel Jawa in Indonesien gepflanzt, die zwecks Stabilisierung gegen Seewellen an Bambusstäben gebunden sind.
Die Aktionen werden gemäß einer Nachhaltigkeitsleitlinie ausgewählt. Die Aktionen, die bisher stattgefunden haben, haben die Umwandlung von Nadelholz-Monokulturen in Laubmischwälder, Initialpflanzungen sowie Obstbaumpflanzung und -pflege zum Ziel.
WikiWoods hat Windschutzhecken gepflanzt, um Stürmen entgegenwirken zu können.
2010 hat sich WikiWoods gegen die CSS-Projekte in Brandenburger Beeskow, Neutrebbin und Letschin eingesetzt. Die Politiker Dagmar Enkelmann (Die Linke) und Hans-Georg von der Marwitz (CDU/CSU) haben an der „Bäume statt CO2-Lager“-Kampagne teilgenommen.
Im Jahr 2008 begann die Initiative mit dem Pflanzen von Obstbäumen zusammen mit dem WWF. Im Mai 2009 hat Bürgermeister Franz Schulz (Kreuzberg, Berlin) und das Mitglied des Bundestages Hans-Christian Ströbele WikiWoods mit der Pflanzung von 10 Obstbäumen in Yaam am Ostbahnhof, Berlin Unterstützung gezeigt.

## Auszeichnungen
Der Verein wurde mit einigen Preisen ausgezeichnet. Am 27. November 2007 wurde WikiWoods beim Wettbewerb Mission sustainability des Rates für Nachhaltige Entwicklung der deutschen Bundesregierung mit dem Jurypreis geehrt. Das ZDF und die Deutsche Bundesstiftung Umwelt übergaben am 7. November 2008 den Umweltpreis „Mensch und Natur“ (muna).
Im April 2011 wurde der Verein mit der Theodor-Heuss-Medaille in Stuttgart für freiwilliges Engagement im Naturschutz unter dem Jahresthema „Energie, Umwelt – Verantwortung vor der Welt“ ausgezeichnet. Die Internetplattform hat in der Rubrik „Idee und Innovation“ gewonnen.